# Орля (Підляське воєводство)
Орля (Вірля, Вуорля, пол. Orla) — село в Польщі, у гміні Орля Більського повіту Підляського воєводства. Центр гміни. Населення — 907 осіб (2011).

## Географія
Село лежить на Більській височині. Відстань до основних маршрутів: за 5 км на північ проходить шосе № 689 Більськ-Підляський — Гайнівка, за 6 км на північний захід шосе № 692 Більськ-Підляський — Кліщелі, за 2 км на північ закрита у 1990-х роках залізнична лінія Левек — Гайнівка (залізнична станція Орлянка). Великі міста поблизу: Гайнівка — 21 км на схід і Більськ-Підляський — 12 км на північний захід. Білосток, центр воєводства, розташований приблизно за 57 км на північ. Із заходу і південного заходу Орлю обтікає річка Орлянка (ліва притока Нарева).

## Історія
Перші письмові згадки Орлі датуються початком XVI століття. Першим відомим власником волості (маєтності) Орля був берестейський боярин, литовський підскарбій Михайло Богуш Боговитинович. Після його смерті у 1539 році Орлю отримала одна з його дочок, яка вийшла заміж за польського магната С. Тенчинського. Приблизно у 1558 році їх дочка внесла Орлю як посаг до роду слуцьких князів Олельковичів. У 1577 році до складу Орлянської маєтності входили села: Вервечки, Клужки, Кривятичі, Топчикали, Кошелі, Шерні, Топорі і Рудути.
У 1585 році Орлянська волость перейшла до рук Радзивіллів. Після цього почався швидкий розвиток села. Христофор Радзивілл побудував в Орлі замок та кальвінський збір (у 1622 році). Замок до наших днів не зберігся. У 1618 році Орля отримала привілеї на міські права. У 1654 році у місті налічувалося 268 домів.
У 1665—1667 роках місто було сильно знищене. У 1775 році в Орлі було лише 90 домів. У 1789 році Орля дістала новий привілей на міські права. У XVIII столітті належала польському гетьману Браницькому, згодом стала власністю князя Вітенштайна, який у 1874 році розпродав усю землю Орлянської волості міщанам та селянам.
Місто сильно постраждало під час Першої світової війни, переважно через рішення російської влади у серпні 1915 року про примусову евакуацію православних жителів углиб Російської імперії. Ця акція здійснена через наступ німецької армії відповідно до тактики спаленої землі. Євреї міста, проте, залишилися, а більшість православних мешканців повернулися через кілька років.
Еміграцію та воєнні руйнування завдали Орлі суттєвих збитків. Її населення скоротилося майже вдвічі — у 1921 році воно становило 1518 осіб. Це було однією з причин втрати міських прав у 1921 році. У наступні роки чисельність населення зростала — у 1932 році у селі мешкали 2222 особи. Орля зберігала свій напівміський характер, у ній працювало багато ремісників (ними були майже винятково євреї), діяли три ресторани. Найбільшим роботодавцем у місті був кахельний завод, який належав сімейству Вайнштейнів. 18 травня 1938 року в Орлі відбулась пожежа, під час якої згоріли 550 споруд, 75 % від загальної кількості в місті (у тому числі 248 житлових будинків, з яких 220 належали євреям). Під час швидкої відбудови міста було частково змінене міське планування.
Після 17 вересня 1939 року в Орлі було встановлена радянська адміністрація. Під час перебування містечка під радянською владою були депортовані до Сибіру декілька родин. Після початку німецько-радянської війни 22 червня 1941 року Орлю зайняли німецькі війська. У березні 1942 року у центрі Орлі було створене гетто, де були поселені всі євреї, а християни, які жили там до цього, виселені. 2 листопада 1942 року гетто було ліквідоване. Євреї, які становили понад 70 % населення містечка, були депортовані до табору смерті у Треблінці, а деякі до гетто в Білостоці. Внаслідок цього населення різко скоротилося — до декількох сотень людей. Після війни до Орлі переселилося багато людей із сусідніх сіл, а колишнє містечко втратило свій міський характер.
У 1975—1998 роках село належало до Білостоцького воєводства.

## Населення
Станом на  2011 рік населення села становило 907 осіб, згідно з деякими даними — живуть здебільшого українці, відповідно до інших — білоруси.
Демографічна структура станом на 31 березня 2011 року:
|          | Загалом | Допрацездатний вік | Працездатний вік | Постпрацездатний вік |
| -------- | ------- | ------------------ | ---------------- | -------------------- |
| Чоловіки | 405     | 63                 | 269              | 73                   |
| Жінки    | 502     | 75                 | 237              | 190                  |
| Разом    | 907     | 138                | 506              | 263                  |

У 1654 році в Орлі налічувалося 268 домів, а в 1775 році їх вже було лише 90. У 1765 році в єврейському кагалі і його парафіях було 1358 платників податку. За ревізією 1847 року «Орлянська єврейська громада» складалося з 4436 осіб. У 1880 році у місті мешкала 2381 особа, з них 1812 — євреїв. За переписом 1897 року в Орлі жило 3003 особи, з них 2310 — євреїв.
Євреї становили більшість населення міста до Другої світової війни. У 1921 році населення становило 1518 осіб, у тому числі 1167 євреїв. У 1932 році мешкали 2222 особи (1389 євреїв, 680 православних і 153 католики). У 1934/35 шкільному році в місцевій школі навчалося 454 дитини, з них 223 євреїв, 211 українців і 20 поляків — всього в Орлі населення тоді становило близько З тис. осіб. У 1943 році євреї (близько 2 тис. осіб) були вивезені німцями і страчені.

## Культура
Пам'ятки архітектури Орлі:
- Замок Радзивіллів (не зберігся);

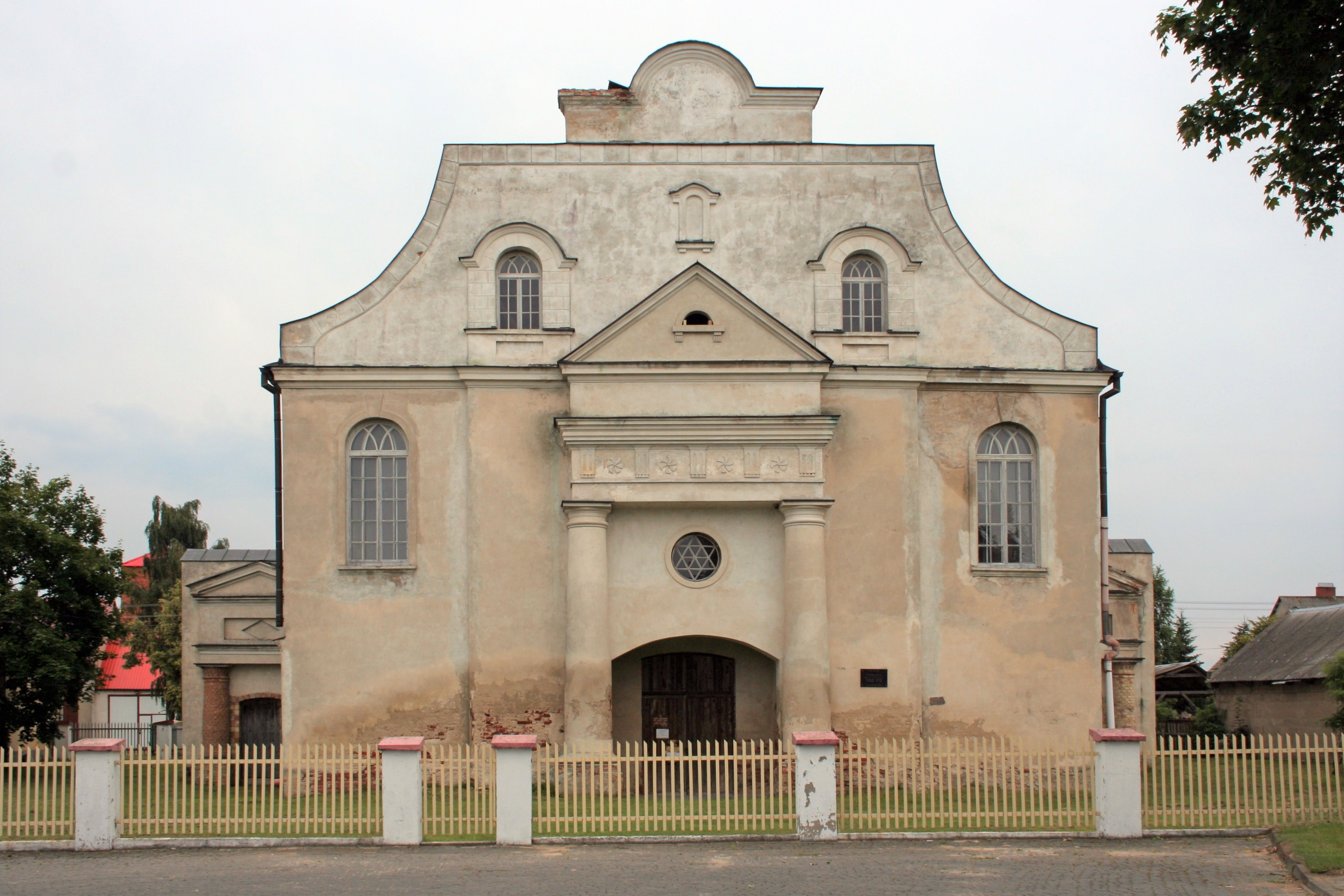
Синагога

- Мурована синагога (XVII століття);
- Старий єврейський цвинтар (ймовірно, з XVII століття);
- Нове єврейське кладовище (із середини XIX століття);
- Православна церква Святого Архангела Михаїла (1797 рік), дерев'яна, до 1839 року уніатська;
- Дзвіниця церкви Святого Архангела Михаїла (1874 рік);
- Прицерковний цвинтар біля церкви Святого Архангела Михаїла (з XIX століття);
- Цвинтарна каплиця на православному цвинтарі (кінець XVIII століття), дерев'яна;
- Православне кладовище (з 1-ї половини XIX століття).

## Релігія

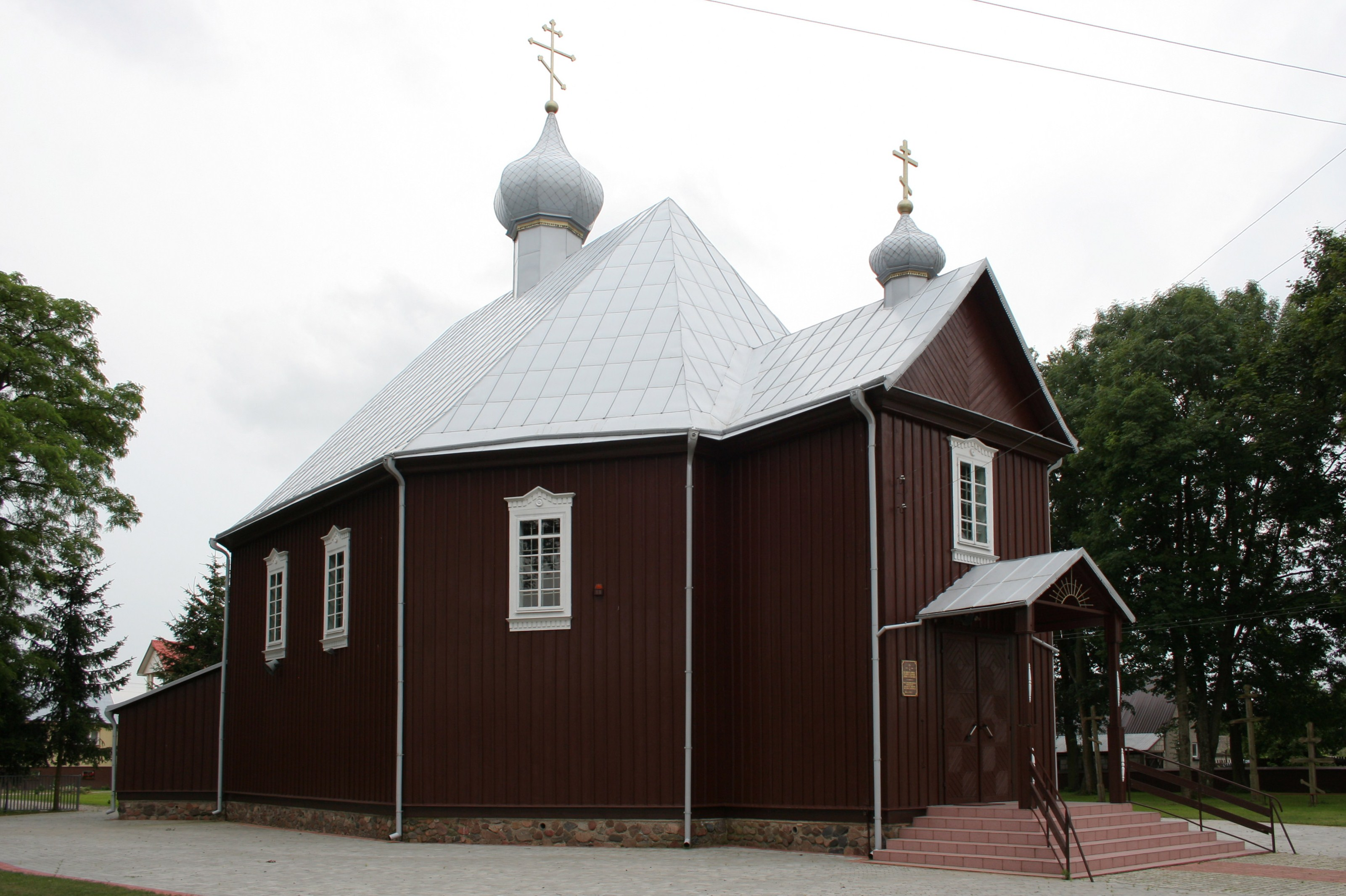
Церква Святого Архистратига Михаїла

У XVI столітті в Орлі було дві церкви — Святого Шимона Стовпника і Святого Івана Богослова. Церква Святого Івана перестала існувати приблизно у середині XVIII століття, а церква Святого Шимона згоріла у 1790 році. На її місці побудовано у 1797 році нову дерев'яну церкву Святого Архистратига Михаїла — покровителя України, яка існує й сьогодні.
До складу Орденської парафії сьогодні входять села: Пашківщина, Шерні, Вілька, Кошелі, Міклаші, Топчикали, Кривятичі, Рудути, Топорі і колонії — Антоново та Баранівці. У 40-х роках XX століття парафія нараховувала 1 тис. прихожан.
Крім парафіяльної церкви (з окремою дзвіницею, побудованою у 1800 році), в Орлі є цвинтарна дерев'яна каплиця Святого Кирила і Методія, побудована у 1867—1870 роках.
У сільському храмі Архистратига Михаїла щороку 21 листопада проводиться храмове свято (яке називають «отпуст» або «пристольний празник») під час відзначення іменин Михайла.

## Відомі люди

### Народилися
- Жабінська Євгенія — українська поетеса[2].
- Євгеній Чиквін[pl] — польський політик, журналіст, громадський активіст православної та білоруської меншин, депутат Сейму ПНР та Польщі.
- Хаїм Каган (Камєнецький) — один із найбагатших підприємців у Російській імперії[3].
- Ар'є Левін — єврейський релігійний діяч[3].

## Галерея

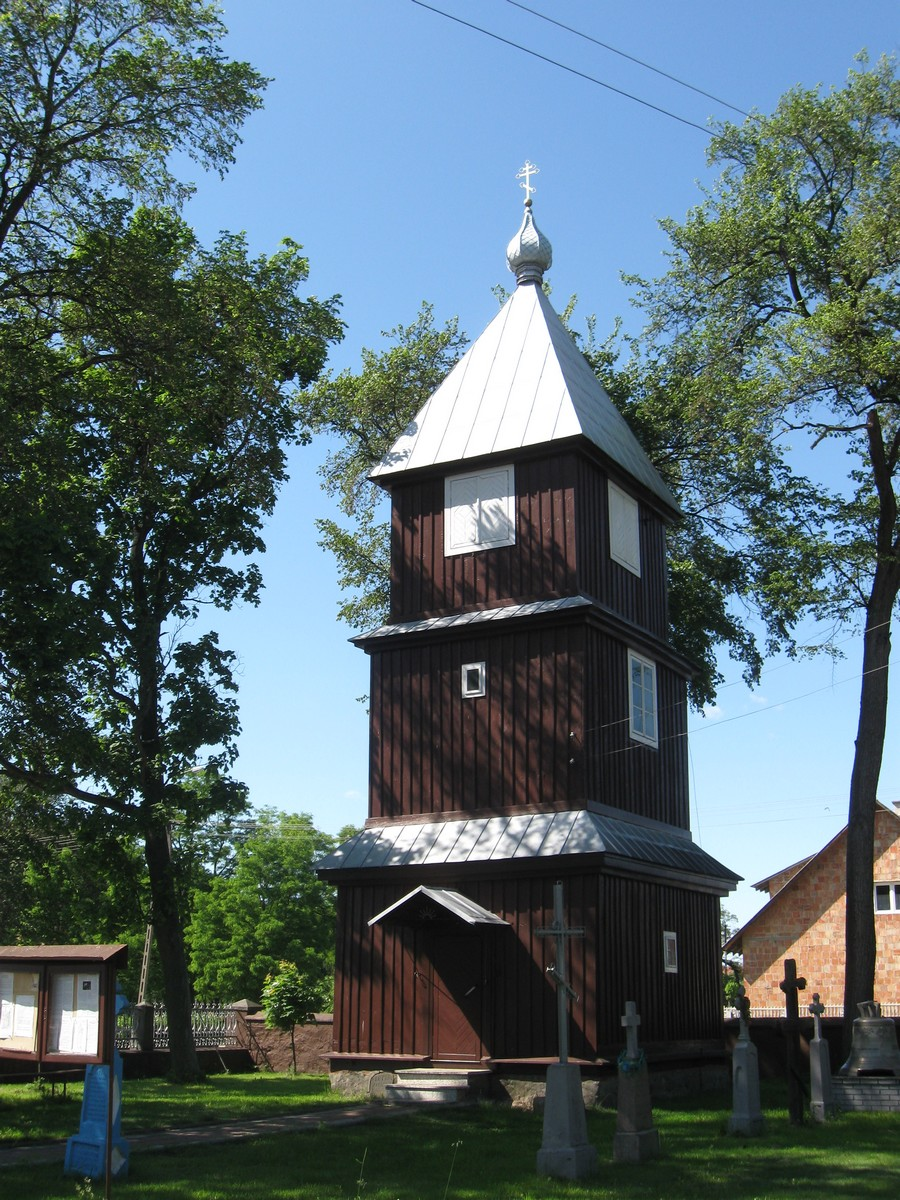
Дзвіниця церкви Святого Архангела Михаїла
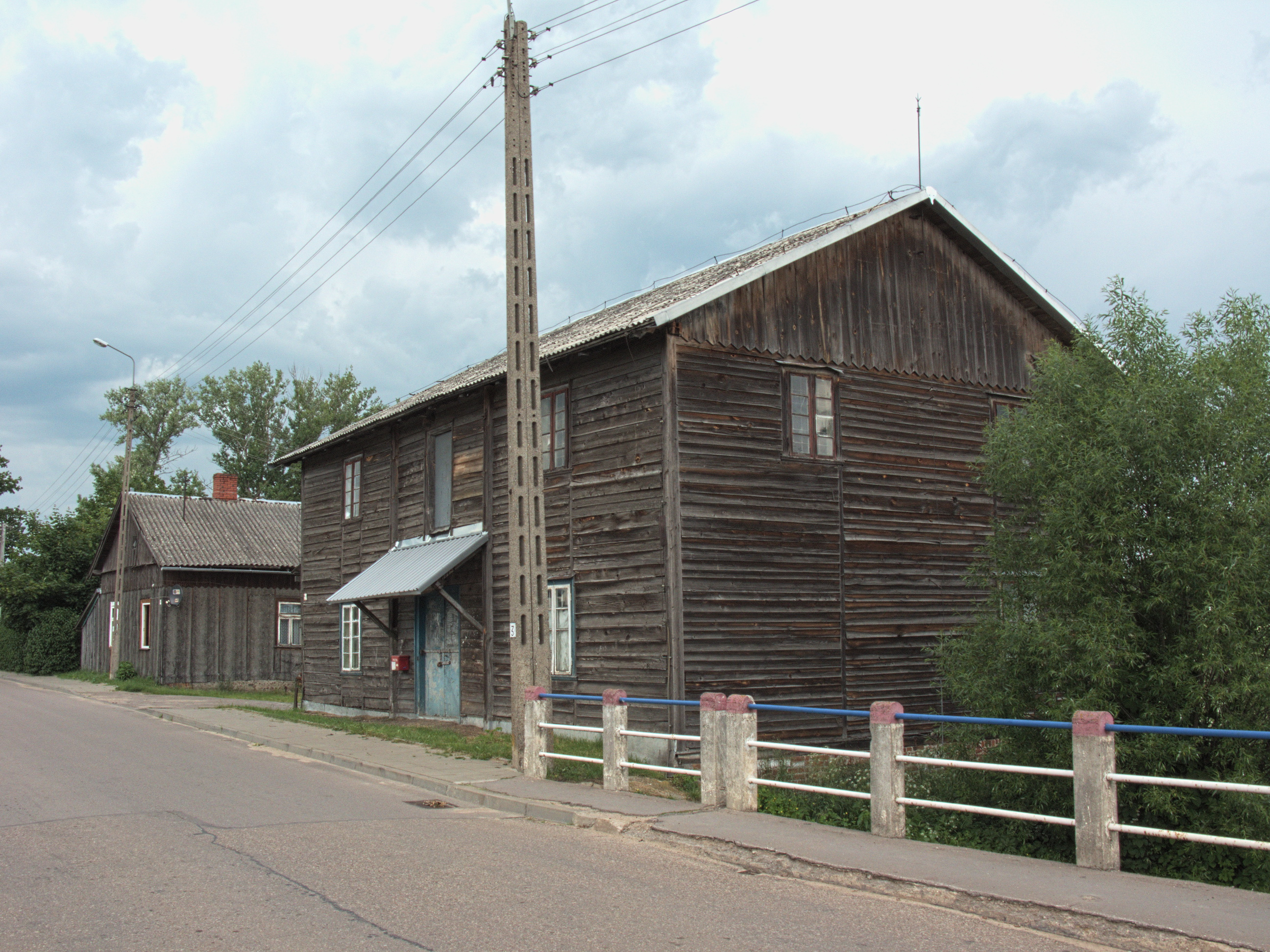
Будинок в Орлі, біля моста через річку Орлянку
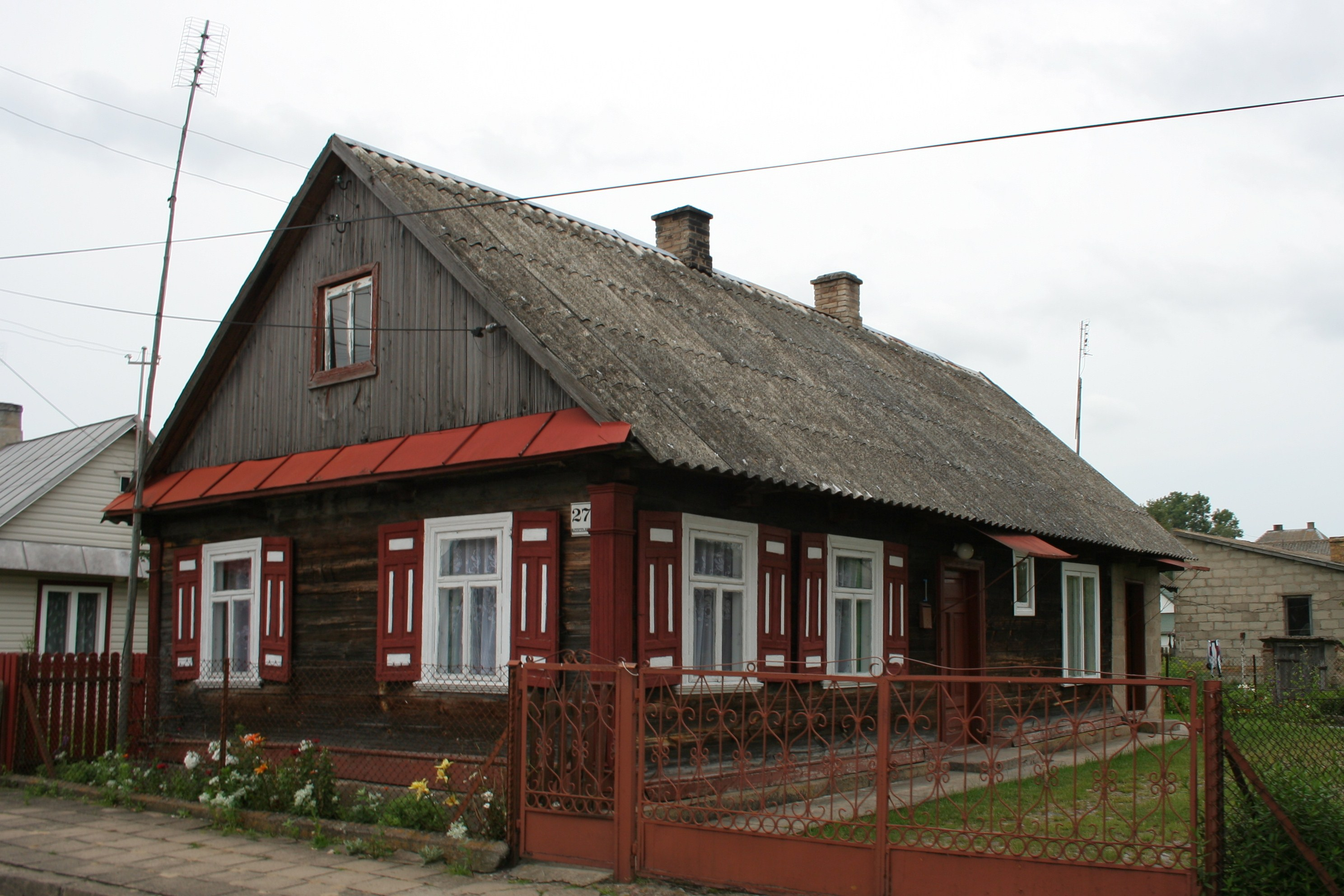
Сільський будинок
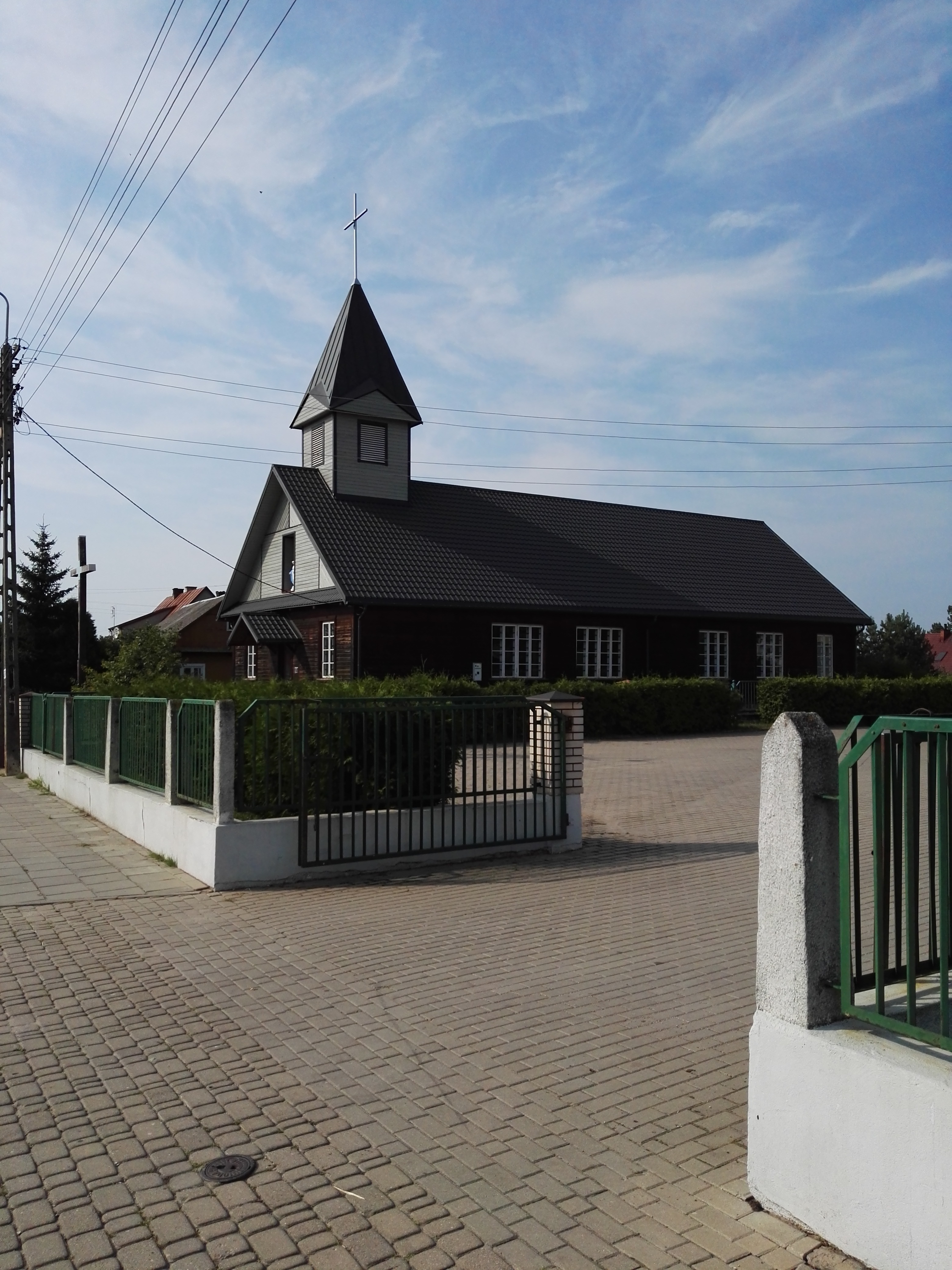
Католицька каплиця
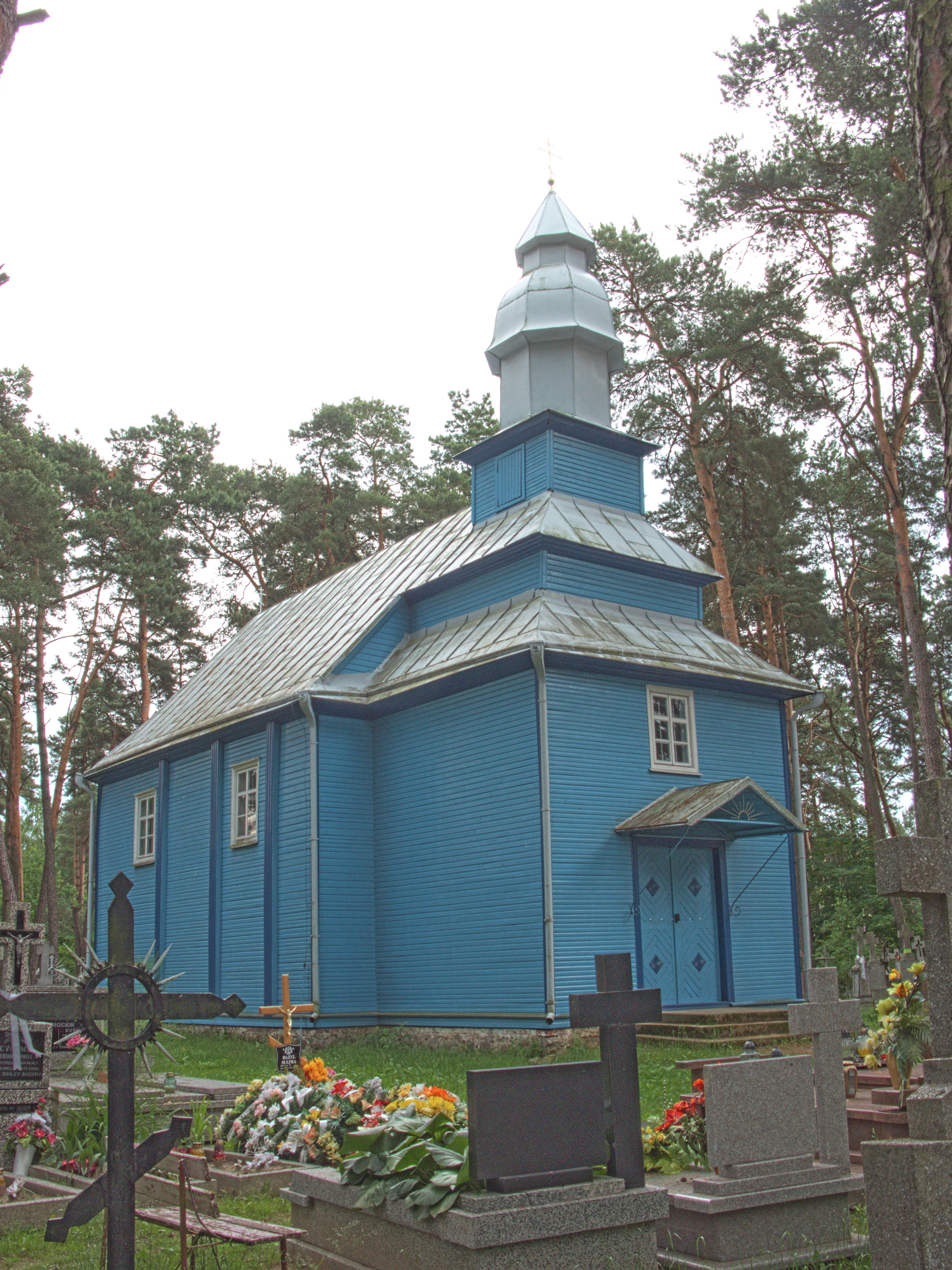
Православна каплиця Святого Кирила і Методія
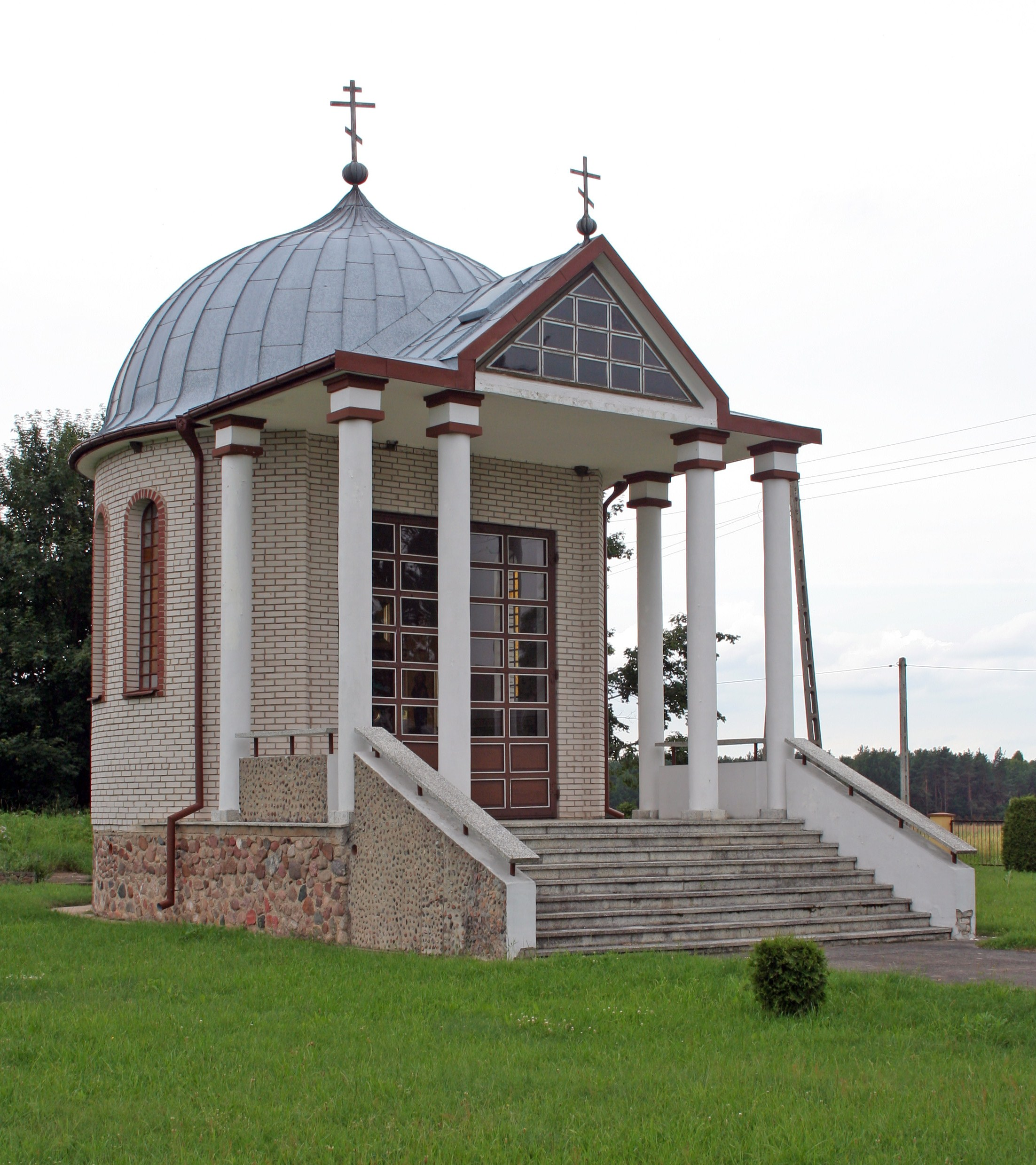
Православна каплиця Святого Симеона Стовпника